# Gianlorenzo Blengini
Gianlorenzo Blengini, né le 29 décembre 1971 à Turin, est un entraîneur de volley-ball italien.
Il entraîne l'équipe italienne de volley-ball depuis le 1er août 2015, succédant à Mauro Berruto. Il entraîne également le club de Associazione Sportiva Volley Lube de Treia.

## Palmarès

### Club
- Championnat d'Italie (2)
  - Vainqueur : 2017, 2021, 2022
- Coupe d'Italie (1)
  - Vainqueur : 2017
- Coupe d'Italie A2 (2)
  - Vainqueur : 2002, 2011

### Sélection
- Coupe du monde
  - Finaliste : 2015
- Jeux olympiques
  - Finaliste : 2016